# Wohnhaus Oberbaustraße 26

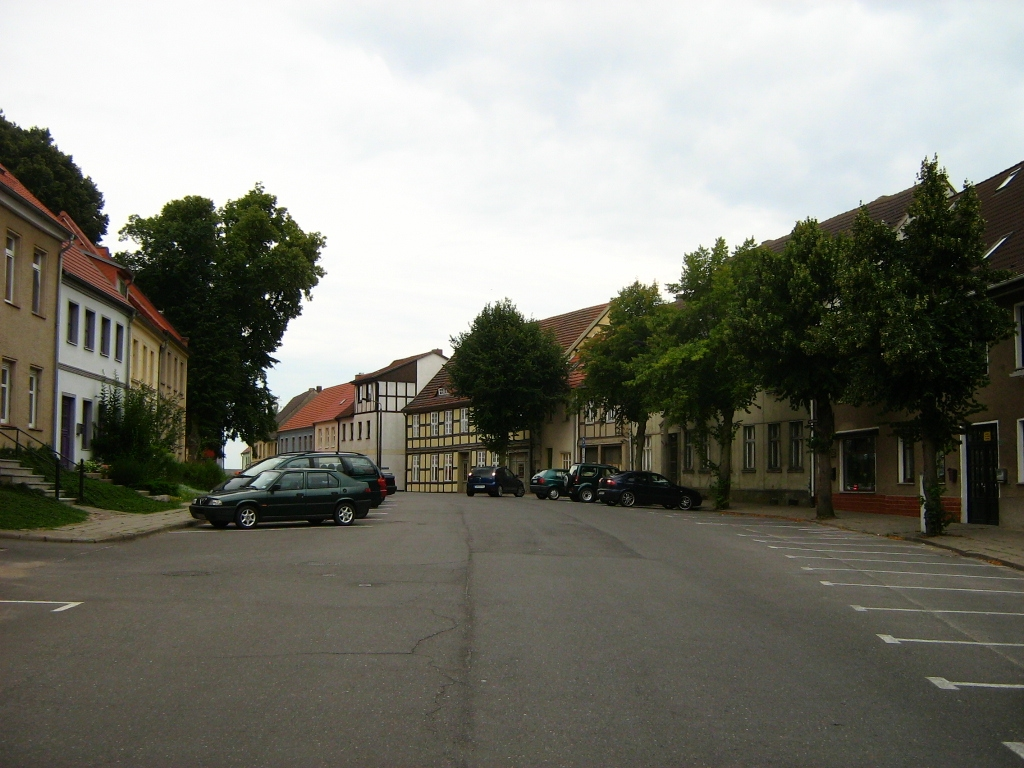
Oberbaustraße: Fachwerkbau Nr. 26 oben rechts

Das Wohnhaus Oberbaustraße 26 in Altentreptow wurde 1663 erwähnt. Es dient heute dem betreuten Wohnen.
Das Gebäude steht unter Denkmalschutz.

## Geschichte
Das zweigeschossige siebenachsige, sanierte Wohn- und Geschäftshaus wurde um 1663 als Fachwerkbau mit einem Satteldach mit Fledermausgauben gebaut. Zunächst war hier ein Gasthof. Um 1740 diente es als provisorisches Rathaus. 1823 gründete hier der Tischler Wasmund eine Möbeltischlerei. Im Vorderhaus war früher auch das Standesamt untergebracht. In den 1990er Jahren wurde das Haus im Rahmen der Städtebauförderung saniert. Genutzt wird es heute durch den Ambulanten Pflegedienst Pracht Betreutes Wohnen als Haus Maria.
An der sehr breiten Oberbaustraße stehen elf denkmalgeschützte Gebäude, darunter die St.-Peter-Kirche.